# Layla al-Akhyaliyya
Layla bint Abdullah ibn Shaddad ibn Ka’b al-Akhyaliyyah (en árabe: ليلى بنت عبدالله بن شداد بن كعب الأخيليّة‎; fallecida aproximadamente entre los años 694 y 709 (75 y 90 AH), fue una célebre poeta árabe de la época omeya, reconocida por su poesía, elocuencia, fuerte personalidad y belleza. Se conservan alrededor de cincuenta de sus poemas breves. Estos incluyen elegías dedicadas a su amante Tawba ibn Humayyir, intercambios de sátiras obscenas con al-Nabigha, y panegíricos dirigidos a los califas Uthman y Abd al-Malik ibn Marwan

## Biografía
Nació en la sección Banu 'Uqayl de la tribu Banu 'Amir, casualmente la misma tribu de Qays ibn al-Mullawah y Layla al-Amiriya, inspiración para el género de Layla y Majnun. Sin embargo, a diferencia de ellos, ella vivía en la ciudad y no era una beduina.
En sus primeros años, fue conocida por su amor a Tawba ibn Humayyir, pero su padre rechazó el matrimonio y ella se casó en su lugar con un hombre llamado Abi Al-Athla. Tawba siguió visitándola a pesar de su matrimonio hasta que su marido se quejó al califa, quien hizo que Tawba se marchara. Su marido no pudo soportar los celos y se divorció de ella. Después se casó con un poeta desconocido y tuvo muchos hijos, de los que se sabe poco.
Su fuerte personalidad y su fama le dieron acceso a las cortes de los omeyas y otros.
Fue una de las pocas poetisas árabes de los primeros tiempos que se atrevió a hablar de su amor en público; esta poesía se asocia especialmente con Tawba b. al-Ḥumayyir: 'Laylā y Tawba se habían enamorado la una de la otra. Pero cuando Tawba pidió la mano de Laylā en matrimonio, su padre se negó y casó a Laylā con otro hombre. Más tarde, Tawba fue asesinada, lo que inspiró los lamentos de Laylā'. Lo que hizo esto aún más atrevido fue que ella estaba casada con otro (Sawwār b. Awfā al-Qushayrī).Sin embargo, la poesía amorosa no fue su único género, ya que sus poemas eran de temática diversa, aunque evitaba la política. Esto la ayudó a mantener sus relaciones con personas influyentes políticamente, a pesar de los cambios de época y de poder. Su obra incluye intercambios de sátiras con Nābigha al-Ja'dī (al parecer entre 40/660 y 63/683)y Ḥumayda bint Nu‘mān ibn Bashīr.
Su poesía se comparaba a menudo con la de Al-Khansa. Sin embargo, Layla tenía una imaginería más diversa, no limitada al desierto, y utilizaba más de un género, sin limitarse a un solo tema. Su poesía también contenía algunos aspectos filosóficos y sabiduría, normalmente atribuidos a sus extensos viajes. Por otro lado, Layla dependía en gran medida de su poesía para obtener ingresos, ya que era premiada con dinero por algunos poemas, y su poesía le proporcionaba conexiones con gente rica y poderosa, mientras que Al-Khansa dependía del pastoreo tradicional de su familia.
Murió en 704 cerca de la ciudad de Samawa, en Irak, mientras viajaba.
Ejemplo de su poesía:

أحــجاج لا يفـلل سلاحك إنما

المنـايا بكـف الله حيث تراها
إذا هبـط الحجاج أرضاً مريضة
تتبـع أقصـى دائـها فشفـاها
شفاها من الداء العضال الذي بها
غـلام إذا هـز القنـا سقـاها
سقاها دمــاء المارقين وعلـها
إذا جمحت يوماً وخفيـف أذاها
إذا سمـع الحجـاج صوت كتيبة

أعـد لها قبـل النـزول قراها
Hajjaj no dejes que tu arma falle.
Las muertes están en la palma de Dios dondequiera que las veas.
Si los peregrinos aterrizan en terreno enfermo.
Ella persiguió su peor enfermedad y la curó.
La curó de la enfermedad incurable que tenía.
Un niño que agita la olla le da agua.
La hizo regar con la sangre de los renegados y la hizo miserable.
Si un día se vuelve rebelde y su daño es leve.
Si los peregrinos escucharan el sonido de un batallón.
Prepara sus lecturas antes de aterrizar.